# بينا راميش
بينا راميش (بالفرنسية: Bina Ramesh) هي منافسة ألعاب القوى فرنسية، ولدت في 28 أغسطس 1979 في نوميا في فرنسا.

## وصلات خارجية
- بينا راميش على موقع الاتحاد الدولي لألعاب القوى (الإنجليزية)
- بينا راميش على موقع الاتحاد الأوروبي لألعاب القوى (الإنجليزية)
- بينا راميش على موقع الاتحاد الفرنسي لألعاب القوى (الفرنسية)